# العلاقات الدومينيكية الكمبودية
العلاقات الدومينيكية الكمبودية هي العلاقات الثنائية التي تجمع بين دومينيكا وكمبوديا.

## مقارنة بين البلدين
هذه مقارنة عامة ومرجعية للدولتين:
| وجه المقارنة                                              | دومينيكا              | كمبوديا                   |
| --------------------------------------------------------- | --------------------- | ------------------------- |
| المساحة (كم2)                                             | 751                   | 181.03 ألف                |
| عدد السكان (نسمة)                                         | 73.92 ألف             | 16.01 مليون               |
| الكثافة السكانية (ن./كم²)                                 | 9.84 ألف              | 88.44                     |
| العاصمة                                                   | روسو                  | بنوم بنه                  |
| اللغة الرسمية                                             | لغة إنجليزية          | اللغة الخميرية            |
| العملة                                                    | دولار شرق الكاريبي    | ريال كمبودي، دولار أمريكي |
| الناتج المحلي الإجمالي (بليون دولار)                      | 562.54 مليون          | 22.16 مليار               |
| الناتج المحلي الإجمالي (تعادل القوة الشرائية) بليون دولار | 789.63 مليون          | 54.37 مليار               |
| الناتج المحلي الإجمالي الاسمي للفرد دولار أمريكي          | 7.12 ألف              | 1.16 ألف                  |
| الناتج المحلي الإجمالي للفرد دولار أمريكي                 | 10.88 ألف             | 3.26 ألف                  |
| مؤشر التنمية البشرية                                      | 0.724                 | 0.555                     |
| رمز المكالمات الدولي                                      | +1767                 | +855                      |
| رمز الإنترنت                                              | .dm                   | .kh                       |
| المنطقة الزمنية                                           | 00، توقيت أطلنطي موحد | ت ع م+07:00               |

## منظمات دولية مشتركة
يشترك البلدان في عضوية مجموعة من المنظمات الدولية، منها:
| علم المنظمة | اسم المنظمة                        | تاريخ انضمام دومينيكا | تاريخ انضمام كمبوديا |
| ----------- | ---------------------------------- | --------------------- | -------------------- |
|             | وكالة ضمان الاستثمار متعدد الأطراف | 7 أكتوبر 1991         | 1 ديسمبر 1999        |
|             | منظمة الشرطة الجنائية الدولية      | ?                     | ?                    |
|             | منظمة حظر الأسلحة الكيميائية       | ?                     | ?                    |
|             | منظمة التجارة العالمية             | ?                     | ?                    |
|             | الأمم المتحدة                      | 18 ديسمبر 1978        | 14 ديسمبر 1955       |
|             | مؤسسة التمويل الدولية              | 29 سبتمبر 1980        | 26 مارس 1997         |
|             | يونسكو                             | 9 يناير 1979          | 3 يوليو 1951         |
|             | مؤسسة التنمية الدولية              | 29 سبتمبر 1980        | 22 يوليو 1970        |
|             | البنك الدولي للإنشاء والتعمير      | 29 سبتمبر 1980        | 22 يوليو 1970        |
|             | الاتحاد البريدي العالمي            | ?                     | ?                    |
|             | الاتحاد الدولي للاتصالات           | 28 أكتوبر 1996        | 10 أبريل 1952        |

## وصلات خارجية
- موقع وزارة الخارجية الكمبودية